# Analytical Profile Index
Ein Analytical Profile Index (API, Analytischer-Profil-Index) ist ein Schnellbestimmungssystem zur Identifizierung (Bestimmung) von Bakterien. Der Test beruht auf klassischen physiologischen Testverfahren, welche in ihrer Kombination genau festgelegt sind. Sie können auch als Bestandteile einer Bunten Reihe angesehen werden, allerdings in miniaturisierter und standardisierter Form.

## Prinzip des Systems
Das API Schnellbestimmungssystem kombiniert zahlreiche Tests zur Überprüfung biochemischer Merkmale der Bakterien, beispielsweise die vorhandenen Enzyme und die daraus resultierenden Stoffwechseleigenschaften oder die Fähigkeit, bestimmte Kohlenhydrate unter Säurebildung zu verwerten. Die einzelnen Tests sind dabei in – je nach System zwischen 10 und 50 – kleinen Reaktionsgefäßen untergebracht, welche die standardisierten Substrate enthalten. Sinnvolle Identifizierungen können nur mit Reinkulturen durchgeführt werden. Die Reaktionsgefäße werden mit einer Suspension der Reinkultur inokuliert und inkubiert, meist 18 bis 24 Stunden. Einzelne Reaktionen müssen unter anoxischen Bedingungen ablaufen; um den Zutritt von Sauerstoff in das Teströhrchen zu verhindern, wird der inokulierte Ansatz mit Paraffinöl überschichtet.
Nach der Inkubation erfolgt die Auswertung, bei der jeder einzelne Test im Hinblick auf ein positives oder negatives Ergebnis beurteilt wird. Bei einigen Tests müssen noch Nachweisreagenzien hinzugefügt werden. Die Resultate werden im Ergebnisprotokoll mit + bzw. – notiert, dabei sind die Reaktionen in Dreiergruppen aufgeteilt. Für ein positives Ergebnis wird eine Zahl vergeben, die abhängig von der Position in der Dreiergruppe ist, beispielsweise 1, 2 oder 4, für eine negative Reaktion wird eine Null vergeben. Die addierten Zahlenwerte jeder Dreiergruppe ergeben ein numerisches Profil, das die biochemischen Merkmale des untersuchten Bakteriums in Kurzform als Zahlencode darstellt. Das numerische Profil wird mit einer Datenbank verglichen, entweder in einem Katalog oder durch eine Anwendungssoftware. Als Ergebnis erhält man die Identifizierung des Bakteriums, mit weiteren Angaben, beispielsweise die Wahrscheinlichkeit in %, dass die Identifizierung korrekt ist oder Hinweise auf Taxa mit einem ähnlichen Ergebnis.

## Varianten und weitere Merkmale
Die Identifizierungsmöglichkeiten dieser Testsysteme sind begrenzt, denn sie wurden nur zur schnellen Identifizierung klinisch relevanter Bakterien entwickelt. Entsprechend können auch nur diese Mikroorganismen anhand ihrer Stoffwechselreaktionen identifiziert werden. Wird keine Reinkultur verwendet, erhält man kein sinnvolles Ergebnis oder in seltenen Fällen ein falsches Ergebnis. Es empfiehlt sich, regelmäßig Referenzstämme von Bakterien zu untersuchen, die in einer Stammsammlung hinterlegt sind und deren Ergebnisse bzw. Merkmale bekannt sind. Trotz dieser Einschränkungen liefert das Testsystem bei Einhaltung der Bedienungsanleitung ein zuverlässiges Ergebnis.
Mit 366 verschiedenen Bakterienstämmen aus der Gruppe der Enterobakterien wurde ein systematischer Vergleich der Ergebnisse des Schnellbestimmungssystems mit Resultaten, die bei einzeln angesetzten Teströhrchen oder Petrischalen einer Bunten Reihe (beispielsweise Citrat-Agar nach Simmons oder Lysindecarboxylase-Testmedium nach Møller) erzielt wurden. Lediglich 13 der 366 Stämme wurden falsch identifiziert, davon wurden sieben als atypisch (vom Typusstamm abweichende biochemische Merkmale) bezeichnet. Insgesamt wurde eine Genauigkeit (engl. accuracy) von 96,4 % ermittelt, für die einzelnen Tests liegen die Werte zwischen 90,4 und 100 %.
Das API 20 E-System bzw. das API 20 NE-System ermöglicht die Identifizierung einer Auswahl gramnegativer Enterobakterien bzw. Nicht-Enterobakterien. Letztere werden in der medizinische Mikrobiologie meist in der Gruppe „nicht-fermentierende gramnegative Stäbchenbakterien“ geführt. Zur Unterscheidung von Enterobakterien und Nicht-Enterobakterien wird mittels des Oxidase-Tests auf das Vorhandensein der Cytochrom-c-Oxidase getestet. Enterobakterien sind Oxidase-negativ. Auch für die Gruppe der nicht-fermentierenden gramnegativen Stäbchenbakterien wurde ein systematischer Vergleich der Ergebnisse des Schnellbestimmungssystems mit denen einer konventionellen Bunten Reihe durchgeführt. Nur 10 der 292 Stämme wurden falsch identifiziert, somit wurden 96,6 % der Stämme von beiden Verfahren übereinstimmend identifiziert. Weitere Schnellbestimmungssysteme stehen für eine Vielzahl medizinisch relevanter Bakteriengruppen sowie Hefen zur Verfügung, beispielsweise API 50 CHB für Bacillus-Arten, API Coryne für Corynebakterien, API Staph für Staphylokokken, API 20 Strep für Streptokokken oder API Candida für Vertreter der Hefe-Gattung Candida.

## Reaktionen zur Identifizierung von Enterobakterien
In der folgenden Tabelle sind die Reaktionen der Bunten Reihe im API 20 E-System zur Identifizierung von Enterobacteriaceae und anderen gramnegativen, nicht anspruchsvollen Stäbchen aufgeführt. Es handelt sich lediglich um eine Übersicht, die nicht die Bedienungsanleitung ersetzt, zumal bei einigen Tests auch noch Nachweisreagenzien hinzugefügt werden müssen. Farblich abgesetzt sind Reaktionen, bei denen die Verwertung von Kohlenhydraten geprüft wird, aufgeführt sind Monosaccharide, Disaccharide, Zuckeralkohole bzw. andere Glycoside. Bei der Verwertung von Kohlenhydraten wird durch den pH-Indikator Bromthymolblau geprüft, ob beim Abbau Säuren entstehen. Weitere Informationen zu den Enzymen, Substraten oder biochemischen Reaktionen finden sich in den jeweiligen Artikeln.
| Abkürzung | Reaktion, Enzym oder Substrat                                          | negatives Ergebnis    | positives Ergebnis                 |
| --------- | ---------------------------------------------------------------------- | --------------------- | ---------------------------------- |
| ONPG      | ONPG-Test                                                              | farblos               | gelb                               |
| ADH       | Arginindihydrolase                                                     | gelb                  | rot oder orange                    |
| LDC       | Lysindecarboxylase                                                     | gelb                  | rot oder orange                    |
| ODC       | Ornithindecarboxylase                                                  | gelb                  | rot oder orange                    |
| CIT       | Citratverwertung                                                       | grün oder gelb        | blau-grün oder blau                |
| H2S       | Schwefelwasserstoff-Bildung (siehe auch SIM-Agar)                      | farblos oder gräulich | schwarzes Präzipitat               |
| URE       | Urease (siehe auch Harnstoff-Agar)                                     | gelb                  | rot oder orange                    |
| TDA       | Tryptophan-Desaminase                                                  | gelb                  | rot-braun                          |
| IND       | Indolbildung                                                           | farblos oder gelb     | rosa bis kirschrot                 |
| VP        | Voges-Proskauer-Reaktion (Acetoin-Bildung)                             | farblos               | rosa bis rot                       |
| GEL       | Hydrolyse von Gelatine durch proteolytische Enzyme                     | farblos               | Verteilung des schwarzen Pigmentes |
| GLU       | Fermentativer oder oxidativer Abbau von D-Glucose unter Säurebildung   | blau oder blau-grün   | gelb                               |
| MAN       | Fermentativer oder oxidativer Abbau von D-Mannitol unter Säurebildung  | blau oder blau-grün   | gelb                               |
| INO       | Fermentativer oder oxidativer Abbau von Inositol unter Säurebildung    | blau oder blau-grün   | gelb                               |
| SOR       | Fermentativer oder oxidativer Abbau von D-Sorbitol unter Säurebildung  | blau oder blau-grün   | gelb                               |
| RHA       | Fermentativer oder oxidativer Abbau von L-Rhamnose unter Säurebildung  | blau oder blau-grün   | gelb                               |
| SAC       | Fermentativer oder oxidativer Abbau von Saccharose unter Säurebildung  | blau oder blau-grün   | gelb                               |
| MEL       | Fermentativer oder oxidativer Abbau von Melibiose unter Säurebildung   | blau oder blau-grün   | gelb                               |
| AMY       | Fermentativer oder oxidativer Abbau von Amygdalin unter Säurebildung   | blau oder blau-grün   | gelb                               |
| ARA       | Fermentativer oder oxidativer Abbau von L-Arabinose unter Säurebildung | blau oder blau-grün   | gelb                               |
| OX        | Oxidase-Test                                                           | (siehe dort)          | (siehe dort)                       |